# Zach Woods
Zach Woods (Trenton, 25 settembre 1984) è un attore statunitense.

## Biografia
L'attore nel corso della sua carriera ha partecipato a diverse serie televisive come Veep - Vicepresidente incompetente, Bored to Death - Investigatore per noia, The Good Wife, Arrested Development - Ti presento i miei e The League.
Dal 2010 al 2013 ottiene il suo primo ruolo di rilievo entrando nel cast della serie televisiva The Office interpretando la parte di Gabe Lewis. Nel 2011 prende parte al film Damsels in Distress - Ragazze allo sbando di Whit Stillman.
A partire dal 2014 diventa uno dei protagonisti della serie televisiva Silicon Valley recitando il ruolo del personaggio di Jared.

## Filmografia

### Cinema
- Terrorists, regia di Jay Martel (2004)
- In the Loop, regia di Armando Iannucci (2009)
- I poliziotti di riserva (The Other Guys), regia di Adam McKay (2010)
- High Road, regia di Matt Walsh (2011)
- Damsels in Distress - Ragazze allo sbando (Whit Stillman's Damsels in Distress), regia di Whit Stillman (2011)
- Corpi da reato (The Heat), regia di Paul Feig (2013)
- Spy, regia di Paul Feig (2015)
- Other People, regia di Chris Kelly (2016)
- Mascots, regia di Christopher Guest (2016)
- Ghostbusters, regia di Paul Feig (2016)
- The Post, regia di Steven Spielberg (2017)
- Downhill, regia di Nat Faxon e Jim Rash (2020)

### Televisione
- My Wife, the Ghost - serie TV, episodio 1x5 (2005)
- Sexual Intercourse: American Style - serie TV, episodio 1x4 (2006)
- Washingtonienne - film TV, regia di Mark Mylod (2009)
- The Office - serie TV, 51 episodi (2010-2013)
- Funny or Die Presents... - serie TV, episodio 2x9 (2011)
- Bored to Death - Investigatore per noia (Bored to Death) - serie TV, episodio 3x8 (2011)
- The League - serie TV, episodi 4x8, 6x9 e 7x8 (2012-2015)
- Arrested Development - Ti presento i miei (Arrested Development) - serie TV, episodio 4x14 (2013)
- The Good Wife - serie TV, 4 episodi (2013-2016)
- Comedy Bang! Bang! - serie TV, episodio 2x19 (2013)
- Veep - Vicepresidente incompetente (Veep) - serie TV, episodi 2x6, 2x10 e 3x5 (2013-2014)
- Kroll Show - serie TV, episodio 2x5 (2014)
- Playing House - serie TV, 8 episodi (2014-2017)
- Silicon Valley - serie TV, 53 episodi (2014-2019)
- Drunk History - serie TV, episodio 3x9 (2015)
- Better Things - serie TV, episodio 1x04 (2016)
- Avenue 5 - serie TV (2020-2022)

### Cortometraggi
- Coke, regia di Brett Gelman e Jon Daly (2005)
- The Honkys, regia di John McFarlane (2009)
- Strangers, regia di Nick Paley (2009)
- Andy and Zach, regia di Nick Paley (2011)
- Rich Girl Problems, regia di Emily Halpern (2012)

### Doppiaggio
- Animals. - serie animata (2016)
- LEGO Ninjago - Il film (The Lego Ninjago Movie), regia di Charlie Bean (2017)
- Angry Birds 2 - Nemici amici per sempre (The Angry Birds Movie 2), regia di Thurop Van Orman e John Rice (2019)

## Doppiatori italiani
Nelle versioni in italiano dei suoi film, Zach Woods è stato doppiato da:
- Flavio Aquilone in Ghostbusters, Downhill
- Fabrizio De Flaviis in Damsels in Distress - Ragazze allo sbando
- Stefano Crescentini in Silicon Valley
- Paolo Vivio in The League
- Gabriele Lopez in The Office
- Omar Vitelli in The Good Wife
- Raffaele Carpentieri in Other People

Da doppiatore è sostituito da:
- Alessandro Rigotti in LEGO Ninjago - Il film
- Antonio Palumbo in Angry Birds 2 - Nemici amici per sempre